# Sint-Laurentiuskerk (Brustem)

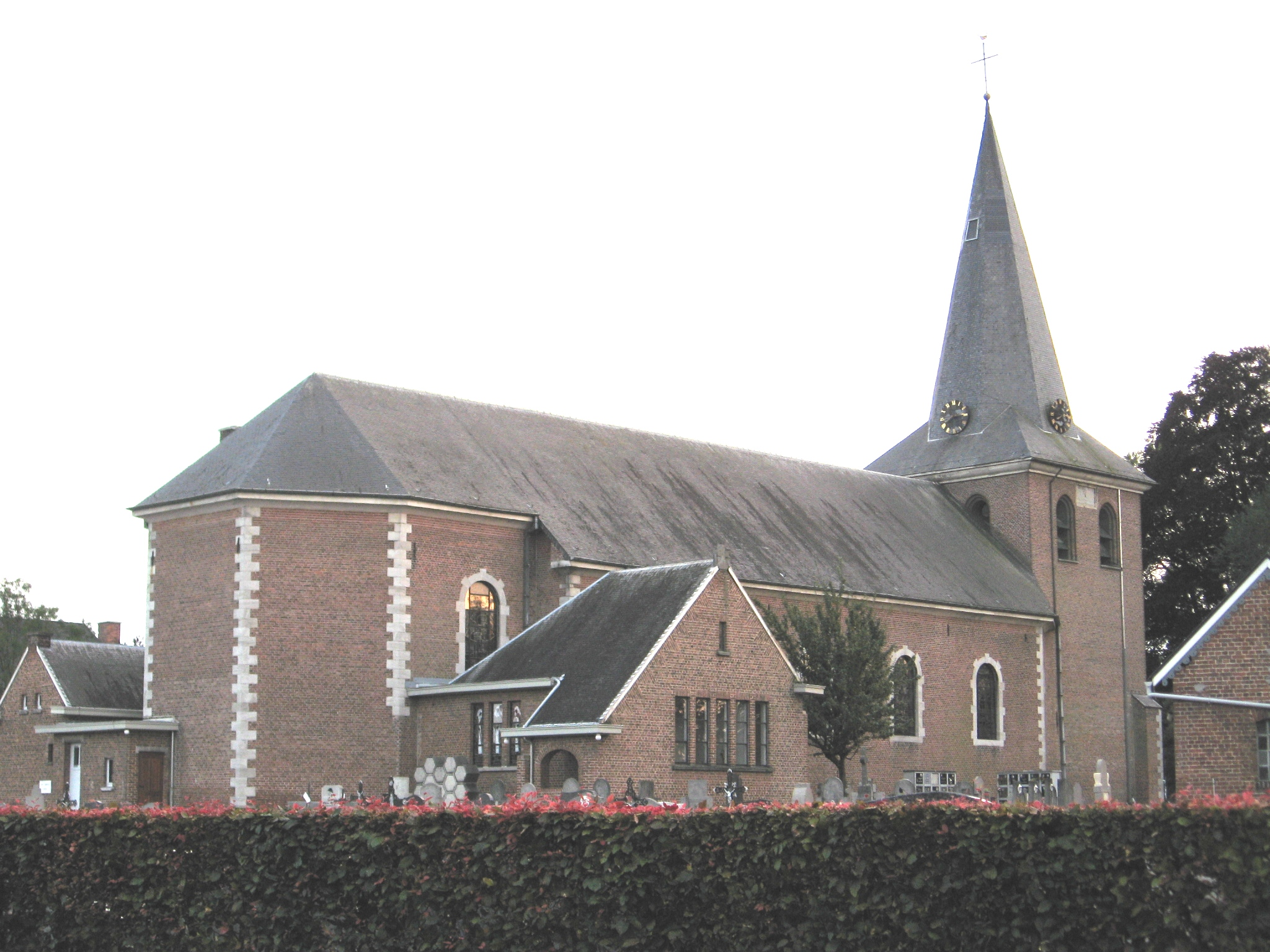
Sint-Laurentiuskerk

De Sint-Laurentiuskerk is de parochiekerk van Brustem, een deelgemeente van Sint-Truiden in de Belgische provincie Limburg, gelegen aan de Burggracht.

## Geschiedenis
Hier lag oorspronkelijk een romaanse burchtkapel uit 1171. De westtoren is van 1649 en bevatt nog resten van de romaanse onderbouw. Van deze bakstenen zaalkerk werden de twee westelijke traveeën uit 1769 in classicistische stijl gebouwd. De twee oostelijke traveeën en het koor zijn van 1850. In 1938 werden zowel ten noorden als ten zuiden van de kerk sacristieën gebouwd en in 1937 ook zijkapellen.
In 1965 werd de kerk grotendeels verwoest, waarbij een groot deel van de inventaris verloren ging. Wel werd het gebouw direct na de brand weer hersteld. Het interieur werd vernieuwd, waarbij onder meer muurschilderingen van R. van de Eycken werden aangebracht.
Van de kunstvoorwerpen resten nog een houten Onze-Lieve-Vrouw met Kind uit de 16e eeuw, en een houten Kruisbeeld uit de 18e eeuw.
Enkele 17e-eeuwse grafkruisen werden in de kerkhofmuur ingemetseld.